# Karl Schrott
Karl Schrott (* 9. Jänner 1953 in Zams, Tirol) ist ein ehemaliger österreichischer Rennrodler.
Schrott nahm 1980 an den Olympischen Winterspielen in Lake Placid teil, zusammen mit Georg Fluckinger, nachdem sie im Weltcup 1978 und 1979 jeweils den zweiten Platz errungen hatten. Sie waren bis dahin echte Amateure. Ihr Etat belief sich auf nur 700.000 Schilling (umgerechnet ca. 100.000 DM).